# Doménico Muratori
Domenico Maria Muratori (1662-1744) fue un pintor italiano del final del siglo XVII e inicio del siglo XVIII, especializado en retablos. 

## Biografía
Nació en Vendrana, en la comuna de Budrio. Estudió con Lorenzo Pasinelli y se formó en la tradición boloñesa. Es posible que la también pintora Teresa Muratori Scannabecchi fuese su esposa, a la que habría conocido en el estudio de Giovanni Gioseffo dal Sole, que también fue su maestro. Muratori murió en Roma en 1744.
Entre sus obras pueden citarse una tela de altar en la basílica de Santa María de los Ángeles, en Asís, los frescos de la vida de san Juan Capistrano de la segunda capilla de San Francesco a Ripa y una Santa Práxedes recogiendo la sangre de los mártires, tela de altar en la Basílica de Santa Práxedes, ambas en Roma.

## Obras
- Virgen del Rosario y santos, capilla del rosario, Basílica Santa María de los Ángeles de Asís.
- La muerte de Marco Antonio (1702), óleo sobre tela, col. Fabrizio Spada, Palacio Spada, Roma,
- El profeta Nathan,  archibasílica de San Juan de Letrán.
- La muerte de Cleopatra (1706), óleo sobre lienzo,  97 × 128 cm, Museo del Louvre (comprado en 2007)
- El profeta Nathan, óleo sobre cobre, 26 x 19 cm, Museo Fesch, Ajaccio (copia ?).[1]
- Alegoría de la pintura,
- Moisés haciendo brotar el agua de la roca, 124 × 174 cm
- Sansón y Dalila.